# Ладанський монастир
Ладанський (Ладинський) Покровський монастир  — монастир, заснований в 1600 одночасно з Густинським. Спочатку він був чоловічим і називався Підгірським.

## Історія
Засновником був монах Євфімій — один із трьох монахів, які вийшли з Київського Межигірського монастиря і пішли розповсюджувати православну християнську віру по Русі. Старший з монахів — Іоасаф — зупинився на Густинському острові біля Прилук і став засновником Густинського монастиря, а третій монах Геннадій — на горі між Ладаном і Полонками вирив печеру на взірець лаврських і залишився в ній жити з монахом — одинаком. Печера ця — архітектурна пам'ятка початку 17 століття з фресками в глибині — збереглася до наших днів, але перебуває в аварійному стані і потребує реставрації і збереження, бо вона одна на всю Україну дожила до наших днів.
Всі землі Лівобережжя, зокрема і Прилуччина, в ті часи належали князю Михайлу Вишневецькому. Удвох із дружиною, Раїною Могилянкою Вишневецькою, будучи християнами, вони не шкодували ні своїх земель, ні грошей для будівництва храмів і монастирів заради розповсюдження християнства у своїх володіннях, також вони будували форпости й укріплення.
Душею будівництва Ладанського монастиря була ще зовсім юна княгиня Раїна Вишневецька. Вона і людей давала на допомогу, і фінансами допомагала, і часто сама навідувалась з Прилук.
В 1619 році тридцятирічна вдова Раїна Вишневецька, вже будучи смертельно хворою, перед своєю кончиною в останній раз потурбувалась про своє дітище. Вона залишила фундуш (заповіт), яким підтвердила права монастиря на володіння селом Ладан, а також ґрунтами та угіддями.
У цьому ж році (18 січня) єпископ Ісая Копинський, керуючий храмами і монастирями Вишневецьких на Лівобережжі, домігся у Раїни Вишневецької дозволу реорганізувати обитель з чоловічої в жіночу, аби ігуменею в ній була його сестра Олександра. 1624 року Ісая з Лубен повернувся в Ладанський монастир зі своїм причтом і почав будувати келії.
Рід Вишневецьких закінчився на їх бездітному онукові Михайлові (названому так на честь дідуся), який був королем Польщі. Але залишився непрямий нащадок по материнській лінії — Олександр Прежздицький.
У 1735 обитель повністю знищила пожежа. Тоді в ній були три храми, дзвіниця, господарчі забудови та оборонні укріплення. Обитель вже мала назву «Покровська». Після цієї пожежі монастир відродився швидко — вже через 5 років тут було три церкви, повний штат службовців.
Будівництво і повне відродження монастиря Київський Митрополит Рафаїл Заборовський доручив в 1743 ігумені Олександрі (Івановій), перевівши її з Ніжина. За 20 років її роботи монастир досяг найбільшого розквіту — при ній збудовано 2 храми: перша кам'яна споруда в ім'я Пресвятої Богородиці в 1763, другий храм був збудований з дерева в ім'я святителя Миколая.

### Погром монастиря з боку царської Росії
Під час «смутних» часів повязаних зі знищенням козацької Гетманщини на Лівобережжі цариця Катерина II монастир залишила заштатним. Все з обителі було вивезено, але вона не загинула, а продовжувала своє життя, завдяки працьовитим монашкам.
У 1817 монастир знову включено в штат з присвоєнням йому третього класу, завдяки Преосвященнішому Анатолію (Максимовичу).
У 1870-1880 — найвищий розквіт монастиря, при ігумені Марії. Обитель значно розширяється і розбудовується.

### Період встановлення радянської влади та знищення монастиря в СССР
Перед відновлення Української Держави 1917 та до встановлення влади рад УРСР у 1919 році монастир був дуже багатим і користувався значною популярністю не тільки в своїй окрузі, але й далеко за її межами. Високо шанувалась Чудотворна ікона Ладанської Божої Матері і славилась цілюща вода із древньої монастирської кринички, які давали зцілення від хвороб болящим за їхньою вірою і молитвою.
На свята в монастир приїздило до 10 тисяч осіб.
Влада УРСР закрила монастир 1928. У його будівлях розмістили трудову комуну ОГПУ-НКВС, в якому перебували неповнолітні безхатченки і сироти. В будівлях монастиря були розміщені майстерні для навчання дітей. Згодом майстерні перетворились в заводи і фабрики, які в 1938 році були об'єднані в завод протипожежного обладнання. Завод розвивався і досяг з часом високих успіхів, мав статус Союзного значення і відправляв продукцію в 39 країн Зарубіжжя.

### Після відновлення самостійности України
Завод занепав і скоротив виробництво. В спорудах монастиря відпала необхідність.
Користуючись цим, а також Законом України (ст. 17) про повернення релігійним громадам культових споруд, новостворена релігійна громада Свято-Покровського собору монастиря добилась передачі їй у власність двох храмів монастиря — Свято-Покровського собору і Свято-Вознесенської (Миколаївської) церкви. Монастир мученик розпочав своє третє відродження. Більш детально, з цікавими архівними і життєвими фактами ця історія монастиря викладена в книзі, яка чекає допомоги в її виданні, як і монастир чекає, коли його піднімуть з руїн.
Щоправда, ремонт одного престолу в Свято-Вознесенській (Миколаївській) церкві вже зроблений силами релігійної громади, він діє з 31 грудня 2003.
Правнук одного з останніх священиків монастиря отця Георгія (Рабчевського) Андрій зі своїми однодумцями зробив опалення під домівкою в центральному престолі собору. Вже замовлені вікна й двері.
Звичайно, реставраційних і ремонтних робіт дуже багато, і на це потрібні дуже великі кошти, але з Божою допомогою об'єднана релігійна громада під керівництвом протоієрея о. Іоанна Олексика буде продовжувати відродження своєї Святині — душі і серця Ладана.
17 жовтня 2009 представник Московської патріархії Іриней Середній освятив хрести для Свято-Покровського собору колись славетного Ладанського монастиря.